# Hartmut Rübner
Hartmut Rübner (* 1960) ist ein deutscher Politikwissenschaftler und Publizist.

## Leben
Rübner studierte bis 1992 Politikwissenschaft, Psychologie und Sozialwissenschaft an der Universität Duisburg-Essen, der Sheffield Hallam University  (Yorkshire, England) und der Universität Bremen (Diplom-Politikwissenschaftler). Seine Diplomarbeit schrieb er über die Geschichte des Anarchosyndikalismus. 2002 wurde er in Wirtschaftsgeschichte mit der Dissertation Konzentration und Krise der deutschen Schifffahrt. Maritime Wirtschaft und Politik im Kaiserreich, in der Weimarer Republik und im Nationalsozialismus zum Dr. phil. promoviert. Danach war er Mitarbeiter des durch die Deutsche Forschungsgemeinschaft geförderten Projektes „Kinder des Widerstands“ und hatte einen Lehrauftrag an der Bergischen Universität Wuppertal inne. Seit 2009 ist er Research Fellow an der Stiftung für Sozialgeschichte des 20. Jahrhunderts in Bremen und seit 2014 Mitglied der Redaktion der Zeitschrift Sozial.Geschichte Online. Er veröffentlichte vor allem zur Zeit des Nationalsozialismus. Rübner lebt in Berlin.

## Schriften (Auswahl)
- Freiheit und Brot. Die Freie Arbeiter-Union Deutschlands ; eine Studie zur Geschichte des Anarchosyndikalismus (= Archiv für Sozial- und Kulturgeschichte, Band 5). Libertad-Verlag, Berlin 1994, ISBN 3-922226-21-3.
- Konzentration und Krise der deutschen Schifffahrt. Maritime Wirtschaft und Politik im Kaiserreich, in der Weimarer Republik und im Nationalsozialismus (= Deutsche maritime Studien, Band 1). Hauschild, Bremen 2005, ISBN 3-89757-238-9.
- mit Markus Mohr und Knud Andresen (Hg.): Agit 883. Revolte, Underground in Westberlin 1969–1972. Assoziation A, Berlin 2006, ISBN 978-3-935936-53-8.
- Rudolf Rocker. Lehrer des Freiheitlichen Sozialismus. Syndikat-A Medienvertrieb, Moers 2009, ISBN 978-3-9810846-7-2.
- mit Markus Mohr: Gegnerbestimmung. Sozialwissenschaft im Dienst der inneren Sicherheit. Unrast, Münster 2010, ISBN 978-3-89771-499-1.
- Die Solidarität organisieren. Konzepte, Praxis, Resonanz linker Bewegung in Westdeutschland nach 1968. Plättner, Berlin 2012, ISBN 978-3-9808807-2-5.
- mit Karl Heinz Roth: Reparationsschuld – Hypotheken der deutschen Besatzungsherrschaft in Griechenland und Europa. Metropol, Berlin 2017, ISBN 978-3-86331-265-7.
- mit Karl Heinz Roth: Verdrängt – Vertagt  –  Zurückgewiesen. Die deutsche Reparationsschukld am Beispiel Polens und Griechenlands. Metropol, Berlin 2019, ISBN 978-3-86331-487-3.